# 尤利烏斯·西格蒙德 (符騰堡-尤利烏斯堡)
尤利烏斯·西格蒙德（德語：Julius Siegmund，1653年8月18日—1684年10月15日），符騰堡-尤利烏斯堡公爵，希爾維烏斯一世·寧錄的幼子。

## 家庭
1677年，尤利烏斯·西格蒙德與梅克倫堡公爵阿道夫·腓特烈一世的女兒安娜·索菲結婚，兩人共有2子1女：
1. 瑪麗·索菲（1678年—1681年），夭折
2. 利奧波德·腓特烈（1680年—1681年），夭折
3. 卡爾（1682年—1745年）